# Palladium (New York)
Il Palladium (anche presentemente noto dal 1927 al 1976 come Academy of Music) è stato un teatro, cinema, sala da concerto e night club situato a New York. Si trovava sul lato sud della East 14th Street, tra Irving Place e Third Avenue.

## Storia
Progettato da Thomas W. Lamb e costruito nel 1927, fu utilizzato come cinema. A partire dagli anni '60, fu anche utilizzato come sede di concerti rock, in particolare dopo la chiusura del Fillmore East del giugno 1971. Fu ribattezzato Palladium il 18 settembre 1976 e continuò a servire come sala da concerto nel decennio successivo.
Nel 1985 il Palladium è stato convertito in un night club da Steve Rubell e Ian Schrager. Per l'occasione, l'architetto giapponese Arata Isozaki ridisegnò l'interno dell'edificio.
Il Palladium venne chiuso nell'agosto 1997 a seguito dell'acquisizione da parte della New York University. Nell'agosto 1998 l'edificio fu demolito per far posto a una residenza di dodici piani per gli studenti.